# Merga violacea
Merga violacea is een hydroïdpoliep uit de familie Pandeidae. De poliep komt uit het geslacht Merga. Merga violacea werd in 1899 voor het eerst wetenschappelijk beschreven door Agassiz & Mayer. 